# رهن العبوات
رهن العبوات نظام رهن العبوات المشروبات في ألمانيا. صُمم هذا النظام لتشجيع المستهلكين على تدوير من خلال إضافة رسم صغير على منتجات مشروبات معينة، وهي المنتجات التي تتميز بإمكانية استرداد ثمنها عند إعادة العبوة الخاصة بها. مثل العلب والزجاجات. تتراوح حاليًا قيمة رهن بين 0.08 يورو للزجاجات الزجاجية و0.15 يورو للصناديق اللدينة. معظم محلات السوبر ماركت في ألمانيا تمتلك آلة مخصصة ليستخدمها العملاء في مسح عائدات الرهن وطباعة إيصال بالقيمة الإجمالية للأصناف المعطاة التي يمكن بدورها أن تُستبدل بنقود أو تُستخدَم للحصول بقيمتها على خصم من المشتروات التالية.